# Bladrejse
Bladrejse er en dokumentarfilm fra 1984 instrueret af Carl Henrik Jensen efter eget manuskript.

## Handling
Dokumentarfilm. En skildring af træernes blade fra de om efteråret falder fra træerne og til deres rejse er slut, når vand har blødt dem op, så vinden ikke længere kan flytte dem.